# نورمان دوبونت
نورمان دوبونت هو لاعب هوكي الجليد كندي، ولد في 5 فبراير 1957 في مونتريال في كندا.

## وصلات خارجية
- نورمان دوبونت على موقع دوري الهوكي الوطني (الإنجليزية)
- نورمان دوبونت على موقع EliteProspects.com (الإنجليزية)
- نورمان دوبونت على موقع HockeyDB.com (الإنجليزية)
- نورمان دوبونت على موقع Hockey-Reference.com (الإنجليزية)